# Ryan Spann
Ryan Spann (Memphis, 24 de agosto de 1991) é um lutador profissional de artes marciais mistas que atualmente compete pelo UFC na categoria dos meio-pesados.

## Carreira no MMA

### Ultimate Fighting Championship
Após conseguir o contrato com o UFC no Dana White’s Tuesday Night Contender Series, Spann fez sua estreia na organização em 22 de setembro de 2018 no UFC Fight Night: Santos vs. Anders, enfrentando Luis Henrique, substituindo o lesionado Mark Godbeer. Ele venceu por decisão unânime.
Spann voltou ao octógono em 11 de maio de 2019 no UFC 237: Namajunas vs. Andrade contra Antônio Rogério Nogueira. Ele venceu por nocaute no primeiro round.
Spann enfrentou Devin Clark em 12 de Outubro de 2019, no UFC Fight Night: Joanna vs. Waterson. Ele venceu por finalização no segundo round.

## Cartel no MMA
| Cartel no MMA   |             |            |
| 25 lutas        | 19 vitórias | 6 derrotas |
| Por nocaute     | 5           | 3          |
| Por finalização | 11          | 1          |
| Por decisão     | 3           | 2          |

| Res.    | Cartel | Oponente                 | Método                        | Evento                                 | Data       | Round | Tempo | Local                   | Notas                                        |
| ------- | ------ | ------------------------ | ----------------------------- | -------------------------------------- | ---------- | ----- | ----- | ----------------------- | -------------------------------------------- |
| Derrota | 19-7   | Anthony Smith            | Finalização (mata leão)       | UFC Fight Night: Smith vs. Spann       | 18/09/2021 | 1     | 3:47  | Enterprise, Nevada      |                                              |
| Vitória | 19-6   | Misha Cirkunov           | Nocaute Técnico (socos)       | UFC Fight Night: Edwards vs. Muhammad  | 13/03/2021 | 1     | 1:11  | Las Vegas, Nevada       | Performance da Noite.                        |
| Derrota | 18-6   | Johnny Walker            | Nocaute (cotoveladas e socos) | UFC Fight Night: Covington vs. Woodley | 19/09/2020 | 1     | 2:43  | Las Vegas, Nevada       |                                              |
| Vitória | 18-5   | Sam Alvey                | Decisão (dividida)            | UFC 249: Ferguson vs. Gaethje          | 09/05/2020 | 3     | 5:00  | Jacksonville, Flórida   |                                              |
| Vitória | 17-5   | Devin Clark              | Finalização (guilhotina)      | UFC Fight Night: Joanna vs. Waterson   | 12/10/2019 | 2     | 2:01  | Tampa, Flórida          |                                              |
| Vitória | 16-5   | Antônio Rogério Nogueira | Nocaute (socos)               | UFC 237: Namajunas vs. Andrade         | 11/05/2019 | 1     | 2:07  | Rio de Janeiro          |                                              |
| Vitória | 15-5   | Luis Henrique            | Decisão (unânime)             | UFC Fight Night: Santos vs. Anders     | 22/09/2018 | 3     | 5:00  | São Paulo               |                                              |
| Vitória | 14-5   | Emiliano Sordi           | Finalização (guilhotina)      | Dana White's Contender Series 10       | 19/06/2018 | 1     | 0:26  | Las Vegas, Nevada       |                                              |
| Vitória | 13-5   | Alex Nicholson           | Nocaute (socos)               | LFA 32                                 | 26/01/2018 | 1     | 4:24  | Lake Charles, Louisiana | Ganhou o cinturão meio pesado vago do LFA.   |
| Vitória | 12-5   | Myron Dennis             | Nocaute (socos)               | LFA 27                                 | 10/11/2017 | 1     | 3:08  | Shawnee, Oklahoma       |                                              |
| Vitória | 11-5   | LeMarcus Tucker          | Finalização (mata leão)       | LFA 23                                 | 22/09/2017 | 1     | 2:55  | Bossier City, Louisiana | Volta aos Meio Pesados.                      |
| Derrota | 10-5   | Karl Roberson            | Nocaute (cotoveladas)         | Dana White's Contender Series 3        | 25/07/2017 | 1     | 0:20  | Las Vegas, Nevada       |                                              |
| Vitória | 10-4   | Roman Pizzolato          | Finalização (guilhotina)      | World Fighting Championships 72        | 13/05/2017 | 1     | 0:20  | Baton Rouge, Louisiana  |                                              |
| Derrota | 9-4    | Trevin Giles             | Decisão (dividida)            | LFA 3                                  | 10/02/2017 | 3     | 5:00  | Lake Charles, Louisiana | Volta aos Médios.                            |
| Derrota | 9-3    | Robert Drysdale          | Finalização (mata leão)       | LFC 58                                 | 22/07/2016 | 2     | 2:58  | Lake Charles, Louisiana | Pelo cinturão Meio Pesado vago do Legacy FC. |
| Vitória | 9-2    | Aaron Davis              | Finalização (guilhotina)      | LFC 52                                 | 06/05/2016 | 1     | 2:53  | Lake Charles, Louisiana | Volta aos Meio-Pesados.                      |
| Derrota | 8-2    | Leo Leite                | Decisão (unânime)             | LFC 48                                 | 05/05/2015 | 5     | 5:00  | Lake Charles, Louisiana | Pelo cinturão Peso-Médio do Legacy FC.       |
| Vitória | 8-1    | Larry Crowe              | Nocaute (socos)               | LFC 42                                 | 26/05/2015 | 1     | 0:08  | Lake Charles, Louisiana |                                              |
| Vitória | 7-1    | Dwight Gipson            | Finalização (guilhotina)      | Vengeance Fighting Alliance: Round 5   | 09/05/2015 | 1     | 4:39  | Lake Charles, Louisiana |                                              |
| Vitória | 6-1    | Artenas Young            | Finalização (guilhotina)      | Fury Fighting 4                        | 13/02/2015 | 3     | 2:32  | Humble, Texas           |                                              |
| Derrota | 5-1    | Brandon Farran           | Nocaute Técnico (socos)       | Hero FC:Best of the Best 3             | 12/09/2014 | 1     | 0:21  | Brownsville, Texas      | Perdeu o cinturão peso-médio do Hero FC.     |
| Vitória | 5-0    | Randy McCarty            | Decisão (unânime)             | Hero FC 1: Best of the Best            | 01/02/2014 | 3     | 5:00  | Harlingen, Texas        | Ganhou o cinturão peso médio do Hero FC.     |
| Vitória | 4-0    | Jhonoven Pati            | Finalização (mata leão)       | Hero FC: Texas Pride                   | 28/09/2013 | 1     | 2:32  | Beaumont, Texas         |                                              |
| Vitória | 3-0    | Brandon Atkins           | Finalização (guilhotina)      | Hero FC: Pride of the Valley 2         | 21/06/2013 | 1     | 0:44  | Pharr, Texas            | Volta aos Médios.                            |
| Vitória | 2-0    | Steven Zamora            | Finalização (mata leão)       | El Orgullo del Valle                   | 16/03/2013 | 1     | 2:25  | Pharr, Texas            | Estreia nos Meio Pesados.                    |
| Vitória | 1-0    | Aaron Lebrun             | Finalização (mata leão)       | Vengeance Fighting Alliance: Round 1   | 16/02/2013 | 1     | N/A   | Lake Charles, Louisiana |                                              |